# Condorcetovo kritérium
Volební systém se označuje za volební systém splňující Condorcetovo kritérium, pokud platí, že vítězem voleb bude takzvaný Condorcetův vítěz. To je takový kandidát, který vyhraje v porovnání s libovolným jediným jiným kandidátem. Tedy takový, který by vyhrál proti jakémukoliv jinému kandidátovi, kdyby kandidovali jen oni dva. Takový vítěz nemusí vždy existovat, čemuž se říká Condorcetův volební paradox. Obojí nese jméno francouzského matematika 18. století Nicolase de Condorceta.
Každý volební systém splňující Condorcetovo kritérium splňuje také většinové kritérium.
Volební postupy splňující Condorcetovo kritérium se nazývají Condorcetovy metody, příkladem takové metody je Schulzeho metoda.